# Општина Ајтон (Клуж)
Ајтон (рум. Aiton) општина је у Румунији у округу Клуж.
Oпштина се налази на надморској висини од 619 m.